# Regression (Epidemiologie)
Als Regression („Rückbildung“ bzw. „Rückentwicklung“; nicht zu verwechseln mit Regression (Psychoanalyse) und mit Regression im statistischen Sinne) bezeichnet man in der Medizin und Infektionsepidemiologie die Verringerung des Vorkommens einer Krankheit in einem bestimmten Raum innerhalb einer bestimmten Periode. Der Vorgang der Rückbildung wird gelegentlich auch als regressiver Prozess oder regressive Veränderung (lateinisch: „regredere“ – „zurückschreiten“) bezeichnet.

## Anwendungen

### Onkologie
Speziell in der Onkologie versteht man unter Regression die – durch wirksame therapeutische Maßnahmen (Krebs (Medizin)#Behandlungsmöglichkeiten) induzierte – Rückbildung eines Tumors (auch Tumorregression) oder allgemein die Verringerung von Krebs im Körper. Bildet sich ein palpabler („tastbarer“) Tumor ohne Chemo- und/oder Strahlentherapie zurück, so spricht man von Spontanregression.

### Infektionsepidemiologie
Gelegentlich wird auch die Zurückentwicklung eines epidemischen Vorgangs bis zum endemischen Niveau als Regression bezeichnet.